# Colônia Teresópolis
A Colônia Teresópolis, localizada às margens do Rio Cubatão, próximo a Florianópolis, foi criada em 1860, destinada ao assentamento de imigrantes alemães.
A instalação da colônia foi autorizada pelo presidente da província, Francisco Carlos de Araújo Brusque, no Aviso do Ministério do Império de 30 de novembro de 1859.
A administração da colônia Teresópolis foi unificada com a da Colônia Santa Isabel em 15 de dezembro de 1865, sendo dirigida a partir de 9 de janeiro de 1866 por Theodor Todeschini.
Atualmente Teresópolis é um bairro rural do município de Águas Mornas. Isolado geograficamente pelo relevo acidentado, faz com que seja popularmente identificado como uma "comunidade" e não um bairro.
A história de Teresópolis se mistura com a criação do município de Águas Mornas.